# Селецкое сельское поселение (Рязанская область)
Селецкое сельское поселение — муниципальное образование (сельское поселение) в составе Рыбновского района Рязанской области России.
Административный центр — село Сельцы.

## История
Селецкое сельское поселение образовано в 2006 г. В апреле 2014 г. к нему присоединено Шехминское сельское поселение.

## Население
| 2010 | 2012 | 2013 | 2014 | 2015 | 2016 | 2017 |
| ---- | ---- | ---- | ---- | ---- | ---- | ---- |
| 433  | ↘431 | →431 | ↗441 | ↗473 | ↘464 | ↗468 |
| 2018 | 2019 | 2020 | 2021 |      |      |      |
| ↘461 | ↘456 | ↗457 | ↗646 |      |      |      |

## Состав сельского поселения
| № | Населённый пункт | Тип населённого пункта       | Население |
| - | ---------------- | ---------------------------- | --------- |
| 1 | Сельцы           | село, административный центр | →431      |
| 2 | Шехмино          | село                         | ↘34       |